# Aṣa
Aṣa (uttalas Asha), född 1982, är en artist och musiker född i Paris, Frankrike. Hon växte upp i Lagos, Nigeria inspirerades av nigeriansk och musik och jazz i sitt kreativa skapande.

## Diskografi

### Album
- 2007 – Aṣa
- 2009 – Live In Paris
- 2010 – Beautiful Imperfection
- 2013 – ILU
- 2014 – Bed Of Stone
- 2019 – Lucid